# Giuseppe Ragazzini
Giuseppe Ragazzini (Modigliana, 1º settembre 1923 – Modigliana, 26 febbraio 2004) è stato un linguista italiano, ricordato principalmente come autore del celebre dizionario bilingue inglese-italiano edito da Zanichelli che porta il suo nome.

## Biografia
Dopo la maturità al Liceo Torricelli di Faenza, si laureò con lode in Lettere con una tesi su Goethe presso l'Università di Bologna. Dapprima insegnante nelle scuole secondarie, fu poi professore ordinario di Lingua e letteratura inglese nell'ateneo bolognese, presso la Facoltà di Economia e Commercio, dove restò fino al pensionamento.
La sua collaborazione come lessicografo con la Zanichelli iniziò nel 1958 e la prima edizione del suo dizionario bilingue Italiano-Inglese uscì nel 1963. Da allora fino al 1998 Ragazzini curò personalmente tutti gli aggiornamenti.

## Premi e riconoscimenti
È stato insignito del premio «Penna d'oro» di Zanichelli, destinato agli autori i cui libri hanno raggiunto il milione di copie vendute. Quando il suo dizionario superò i due milioni di copie vendute, ricevette una seconda «Penna d'oro».

## Opere

### Dizionari
- Dizionario inglese italiano, italiano inglese, 1ª ed., Zanichelli, 1967, ISBN non esistente.
- Il nuovo Ragazzini: dizionario inglese-italiano, italiano-inglese, 2ª ed., Zanichelli, 1984, ISBN 88-08-06834-X.
- Il Ragazzini: dizionario inglese-italiano, italiano-inglese, 3ª ed., Zanichelli, 1995, ISBN 88-08-09960-1.
- Il Ragazzini 2003 dizionario inglese-italiano, italiano-inglese, 4ª ed., Zanichelli, 2002, ISBN 978-88-08-09117-8.

Successivamente al lancio della quarta edizione, il dizionario viene aggiornato annualmente da un comitato editoriale.

L'edizione minore del dizionario era invece originariamente curata da Adele Biagi.
- Dizionario dello sport inglese-italiano, italiano-inglese, Zanichelli, 1998, ISBN 88-08-09987-3.

### Manuali
- This England: geography, history, life and institutions: an outline and anthology of English literature, Zanichelli, 1957, OCLC 963444021.
- The promise of America - Geography-History-Life and Institutions. An outline and anthology of American Literature, Zanichelli, 1958.
- Poeti e prosatori d'Inghilterra e d'America, Zanichelli, 1958.
- A profile of England and America, Zanichelli, 1960.
- English made easy. Primo corso di lingua inglese, Zanichelli, 1962.
- The Workshop of the World - Letture inglesi per il biennio degli istituti tecnici industriali, Zanichelli, 1964.
- Ebrei e usurai nella società e nel dramma elisabettiani, CLUEB, 1984, ISBN 88-491-0049-3.
- Sport in England and the USA, 3ª ed., Bologna, CLUEB, 1987, ISBN 88-491-0564-9.
- La terminologia bancaria inglese: parole e istituzioni, CLUEB, 1987.
- Lawrence e il guardiacaccia dei Chatterley: la tenerezza travolta, Mursia, 1988.
- D.H. Lawrence profeta dell'ecologia, Bologna, CLUEB, 1989.
- Breve storia dell'usura, Bologna, CLUEB, 1995, ISBN 88-8091-165-1.
- Borgo Natio. 10 storie della valle del Tramazzo, Edizioni dell'Accademia degli Incamminati, 2001.